# Acido 5-enolpiruvilshikimico 3-fosfato
L'acido 5-enolpiruvilshikimico 3-fosfato (EPSP) è il prodotto della reazione catalizzata dall'enzima EPSP sintasi. È un intermedio della via biosintetica degli amminoacidi aromatici (fenilalanina, tirosina e triptofano) nel cloroplasto.